# تضيق الشعب الهوائية الناجم عن التمارين الرياضية
يحدث تضيق الشعب الهوائية الناجم عن التمارين الرياضية  (بالإنجليزية: Exercise-induced bronchoconstriction)‏ أو الربو المسبب بالتمارين  (بالإنجليزية: Exercise-induced asthma)‏ عندما تتضيق الشعب الهوائية نتيجة لأداء تمرين رياضي أو بذل مجهود بدني، وتفضل التسمية الأولى على الثانية لأن التمارين لا تسبب الربو، ولكنها قد تفاقم حالته في أحيانٍ عديدة.

## العلامات والأعراض
تشمل الأعراض صعوبة التنفس وزيادة في معدل التنفس وأزير مع النفس وكحة متقطعة وضعف في قدرة تحمل المصاب للتمارين الرياضية عند مقارنته بنظرائه.

## الأسباب
الآلية المرضية للربو المسبب بالتمارين غير مفهومة بالكامل، ولكن عادة ما تحدث الحالة بعد عدة دقائق على الأقل من أداء تمارينٍ رياضية شديدة، وما يتبع ذلك من زيادة الحاجة  للأكسجين في الجسم، مما يستلزم التنفس عبر الفم إضافة إلى التنفس المعتاد عبر الأنف، فيدخل الهواء إلى الرئتين جافًا وباردًا فيهيج ذلك الشعب الهوائية ويؤدي إلى تجمع السوائل بها وإلى انقباض عضلاتها الملساء فتحدث نوبة الربو.

## التشخيص
قد يصعب تشخيص الربو المسبب بالتمارين سريريًا لعدم وجود الأعراض المميزة للحالة، فالأعراض تتشابه مع أعراض حالات أخرى كاعتلالات عضلة القلب واختلالات الحبال الصوتية وغيرها.
كما قد يختلط التشخيص مع الربو العادي والذي تتواجد أعراضه وعلامته في فترات الراحة أيضًا بخلاف التضيق الناجم عن التمارين الذي تختفي أعراضه وعلامته فيها، وعادة ما يكون التشخيص خاطئًأ ومفتقرًا إلى الدقة عند الاعتماد فيه على سيرة المريض وأقواله بدون إجراء الفحوصات الطبية المناسبة حيث تصل نسبة الخطأ في التشخيص عند ذلك إلى 50% من الحالات. 

## العلاج

### بتغيير نمط الحياة
أفضل طرق العلاج هي بتجنب الظروف المهيئة للدخول بنوبة ربو مسبب بالتمارين ما أمكن، وعلى الرياضيين اتباع طرق وقائية تحد من تعرضهم لنوبات الربو بتغيير وسائل التمرين وسبله ومن ذلك الاستفادة المثلى من الفترة التي تفصل بين بدء التمرين الرياضي وبين ظهور الأعراض. 

### بأخذ العلاجات والأدوية
أكثر الأدوية التي يمكن استخدامها هي حاصرات بيتا، وتؤخذ قبل التمرين بحوالي 20 دقيقة،  وقد يصف الأطباء أدوية من مجموعات أخرى كالكرتيكوستيرويدات ومضادات الليكوتريين ومثبتات الخلايا الصارية. 
وقد صدر الكتيب التوجيهي الأول لعلاج تضيق الشعب الهوائية الناجم عن التماريين الرياضية في 2013 من قبل جمعية الصدر الأمريكية. 